# Академический оркестр русских народных инструментов имени Н. Н. Некрасова Телерадиоцентра «Орфей»
Академический оркестр русских народных инструментов имени Н. Н. Некрасова Телерадиоцентра «Орфей» — оркестр русских народных инструментов, радиоансамбль, основанный 26 декабря 1945 года соратником Василия Андреева, заслуженным артистом России Петром Алексеевым.

## История
Первоначально коллектив назывался Оркестр русских народных инструментов Всесоюзного радиокомитета. Существовал в системе Гостелерадио СССР, с 1997 года находился в системе Всероссийской государственной телевизионной и радиовещательной компании (ВГТРК), а с 2012 по 2024 годы в ГТРК «Культура». С 2024 года коллектив стал частью Российского государственного музыкального Телерадиоцентра. В разные годы коллективом руководили Пётр Алексеев, Виктор Смирнов, Владимир Федосеев, Николай Некрасов, Андрей Шлячков. В настоящее время художественным руководителем и главным дирижёром оркестра является Евгений Анатольевич Волчков.
В сентябре 2012 года оркестру было присвоено имя Николая Николаевича Некрасова — народного артиста СССР, лауреата Государственной премии, профессора.
АОРНИ имени Н. Н. Некрасова — это высокопрофессиональный коллектив, исполняющий музыку самых разных стилей, эпох, жанров и направлений. В репертуаре оркестра — русская народная музыка, музыка современных российских композиторов, переложения русской и зарубежной классики, музыка народов мира и современная популярная музыка. С оркестром выступают выдающиеся артисты, звёзды мировой оперной сцены, молодые солисты ведущих оперных театров России, мастера инструментального музыкального исполнительства и молодые талантливые музыканты.
Аудитория коллектива — тысячи отечественных и зарубежных слушателей. Академический оркестр русских народных инструментов имени Н. Н. Некрасова Телерадиоцентра «Орфей» обладает ярким индивидуальным стилем. Певучесть и теплота струнной группы выразительность солирующих инструментов, искренность исполнения в сочетании с виртуозным мастерством, высоким качеством игры — неотъемлемая сущность оркестра, его визитная карточка.
История переименований
- 1945 — Оркестр народных инструментов Всесоюзного радиокомитета.
- 1953 — Оркестр народных инструментов Комитета радиоинформации.
- 1956 — Оркестр народных инструментов Всесоюзного радио.
- 1959 — Оркестр русских народных инструментов Всесоюзного радио и Центрального телевидения.
- 1973 — Академический оркестр русских народных инструментов Всесоюзного радио и Центрального телевидения.
- 1988 — Оркестр русских народных инструментов Гостелерадио СССР.
- 1993 — Академический оркестр русских народных инструментов Российской государственной телерадиокомпании «Останкино».
- 1997 — Академический оркестр русских народных инструментов Всероссийской государственной телерадиокомпании.
- 2012 — Академический оркестр русских народных инструментов имени Н. Н. Некрасова Всероссийской государственной телерадиокомпании.
- 2024 — Академический оркестр русских народных инструментов имени Н. Н. Некрасова Телерадиоцентра «Орфей».

## Коллектив
- Художественный руководитель и главный дирижёр — Евгений Анатольевич Волчков
- Директор, дирижёр — Андрей Аркадьевич Степаненко
- Администратор — Никонова Галина Ивановна
- Музыкальный редактор — Сандлер Евдокия Денисовна
- Домры малые I: Носырев Константин Юрьевич (концертмейстер оркестра), Елизарова Елена Александровна (концертмейстер), Рурак И. В., Михнюк П. Д., Тимошичева А. Р., Батуркина А., Быкова Т. С., Сергеева Е. О., Масленникова Н. А. (домра малая, домра пикколо)
- Домры малые II: Носкова Светлана Геннадьевна (концертмейстер), Кущенко С. И., Владимирова В. А., Беспалов Г. М., Серебрянникова Т. Т., Москалева В. Л.
- Домры альтовые: Новиков Вячеслав Александрович (концертмейстер), Кузнецова И. А., Трипицина Н. С., Юхнина М. Ю., Дружина О. А., Самохин В. А., Дубровина Н. А., Нота Л.
- Домры басовые: Тазеев Григорий Владимирович (концертмейстер), Асеева А. В., Бондарь Г. А., Тимошина А. Д., Потемкина М. А., Щербакова А. О.
- Флейты: Костричкина Я. Л., Молокова К. Ю.
- Гобои: Гришина О., Серых Л. В. (гобой, английский рожок)
- Гармоники: Кокорин Андрей Валерьевич (концертмейстер), Березан Дмитрий Юрьевич, Рябин Константин Вячеславович, Нехорошков Максим Сергеевич, Малышев Станислав Валентинович
- Группа ударных инструментов: Фитин. Ф. С., Тен Н. М., Михайлов А. А.
- Гусли: Еремина П. В. (гусли клавишные), Велесова Е. А. (гусли щипковые), Лукоянов П. А. (гусли звончатые)
- Балалайки примы: Быкова Евгения  Александровна (концертмейстер), Пискунов О. С., Долгушев А. Э. (балалайка, гитара), Литвиненко И. С., Захарато К. О., Ибрагимов Д. А., Кощеев И. В.
- Балалайки секунды: Рыбин А. Ю., Самсонов М. А., Конюхов А. И.
- Балалайки альтовые: Морковкин Д. В., Соболев В. А., Никифоров М. А.
- Балалайки — контрабасы: Лоханёв Игорь Борисович (концертмейстер, заслуженный работник культуры РФ), Шмойлов А. С., Якимов И. С., Жбанков М. В. (контрабас, свирели, жалейки, ложки), Деркач И. Г. (балалайка контрабас, балалайка бас).